# Ankare (roman)
Ankare är en roman av Klas Östergren utgiven 1988.
Romanen utspelar sig i ett fiskeläge på Österlen och handlar om den alkoholiserade fiskaren Thomas Wulff-Hansen. Tillsammans med romanerna Handelsmän och partisaner (1991) och Under i september (1994) bildar den en trilogi.

## Handling
Thomas Wulff-Hansen har misslyckats med det mesta i livet. Han bor ensam i ett hus i ett fiskeläge och är alkoholiserad. Efter flera misslyckade affärsprojekt livnär han sig på fiske och skumma människotransporter på uppdrag av sin forna kompanjon Holst. 
Handlingen utspelar sig under tre dagar i juli. Thomas får för första gången på länge besök av sin fru Anne som bor på en annan ort tillsammans med deras son, som ska komma följande dag. Samtidigt får Thomas ett uppdrag av Holst att hämta några okända män. På natten ger sig Thomas ut på havet tillsammans med sin vän Malaga, men uppdraget blir svårare än de anat. För att få med sig männen tvingas Thomas lämna kvar Malaga som gisslan tills uppdraget är slutfört. Följande dag är det marknadsdag. Thomas för männen till en husvagn, får sin betalning och hör hur männen blir misshandlade när han går därifrån. Därefter beger han sig in i marknadsvimlet som han i sin berusning upplever i ett närmast deliriskt tillstånd. Han blir påmind om en kväll många år tidigare när Anne varit otrogen med Holst. 
Nästa dag packar Anne för att resa hem med sonen, men sonen vill fiska. Thomas tar honom med ut i båten, fast syftet är egentligen att hämta Malaga. På havet blir Thomas svårt sjuk av sitt långvariga alkoholintag, men sonen räddar honom och ser till att han kommer i land.

## Mottagande
Romanen hyllades av många kritiker och Östergren jämfördes med författare som Graham Greene, Joseph Conrad, Malcolm Lowry, Fritiof Nilsson Piraten och, framför allt, Ernest Hemingway. "Klas Östergren har på nytt skrivit en lysande roman!" skrev Peter Luthersson i Sydsvenskan. Per Svensson i Expressen framhöll skildringen av "kärlekens vardagliga mirakel". Stefan Jonsson i BLM fascinerades av hur skickligt Östergren drev sin estetik till "att inget till sist återstår annat än väggen vid slutet av en återvändsgränd". 
Stephen Farran-Lee karaktäriserade Östergrens sätt att skildra Österlen: "Om mäklarna [i sina annonser] representerar Österlen som det vill vara, kan man säga att Klas Östergren skriver om Österlen som det verkligen är, eller åtminstone kan vara. Ett landskap för kufar och losers som inte riktigt passar in någon annanstans, en glesbygd genomkorsad av flyktingar som är föremål för alla tänkbara sorters ekonomiska spekulationer och misstänksamhet; det vilar en förlamande atmosfär av vardaglig omoral och äktenskapliga svek över nejden".